# Лланвирнский ярус
| Подразделения ордовика в ОСШ (Россия), 1993 год |         |                |
| система                                         | отдел   | ярус           |
| Ордовик                                         | Верхний | Ашгиллский     |
| Ордовик                                         | Средний | Карадокский    |
| Ордовик                                         | Средний | Лландейловский |
| Ордовик                                         | Средний | Лланвирнский   |
| Ордовик                                         | Нижний  | Аренигский     |
| Ордовик                                         | Нижний  | Тремадокский   |

Лланвирнский ярус — ранее выделявшийся третий ярус ордовикской системы в Общей стратиграфической шкале России. Расположен над аренигским ярусом и перекрывается карадокским ярусом. Соответствует основной части дарривилского яруса в Международной стратиграфической шкале. По состоянию на 2022 год не используется в стратиграфической шкале России.
Выделен в 1881 году английским геологом Г. Гиксом в Уэльсе, Великобритания. Название дано по населённому пункту Лланвирн (Llanvirn).
Нижняя граница яруса определяется появлением граптолита Didymograptus artus.

## Органический мир
В лланвирнских отложениях Южного Урала найдены конодонты родов Panderodus, Periodon, Protopanderodus, Ansella и Pygodus, которые в силу своей быстрой эволюции и таксономического разнообразия используются для местной биостратиграфии. Из лланвирнского яруса Ленинградской области в 2010 году описан вид трилобитов Wossekia brevispina.

## Стратиграфия
Ранее выделявшийся лландейловский ярус в 2006 году исключён из стратиграфической шкалы, поскольку при уточнении выяснилось, что он соответствует верхам лланвирнского и низам карадокского ярусов.